# Argelato
Argelato es una comuna italiana situada en la provincia de Bolonia. Está formada por las aldeas de Argelato, Casadio, Cassette di Funo, Funo, Malacappa de Volta, Reno, San Donnino y San Giacomo, los cuales están divididos administrativamente en la ciudad principal (que comprende también la aldea de cassette di Funo) y Casadio (que comprende el pueblo de Malacappa) y Funo (que comprende el pueblo de Cassette di Funo).
En la aldea de Funo existe una gran estación de ferrocarril para transporte y distribución de mercancías y es uno de los mayores centros mercantiles de toda Europa y el segundo más grande de Italia después del Cis de Nola.

## Demografía
| Gráfica de evolución demográfica de Argelato entre 1861 y 2001 |
|                                                                |
| Fuente ISTAT - elaboración gráfica de Wikipedia                |